# 官厅西站
官厅西站是丰沙铁路上的一个小火车站。该站位于河北省张家口市怀来县官厅镇境内，距离北京站102公里，沙城站19公里。车站等级为四等站，建于1972年，为下行车站。